# Briefmarken-Jahrgang 1889 der Deutschen Reichspost
Der Briefmarken-Jahrgang 1889 der Deutschen Reichspost umfasste sechs Dauermarken der Serie „Krone / Adler“.
Nach der Ausgabe 1880 waren dies die ersten neuen Motive. In den folgenden zehn Jahren bis 1899 wurden sie nicht verändert. Es gibt keine verlässlichen Angaben zur Auflagenhöhe. Die nächste Neuausgabe erfolgte im Januar 1900. Zur Frankatur konnten die Marken von 1889 bis zum 31. Dezember 1902 verwendet werden.
Hinweise: Die Gebühren für die Postsendungen lagen zwischen dem 1. Januar 1875 und 30. Juni 1906 bei:
- Postkarten: 5 Pfennig
- Briefe im Fernverkehr: 10 Pfennig (bis 20 g) und 20 Pfennig (bis 250 g)
- Einschreiben: 20 Pfennig
- Rückschein: 20 Pfennig

Zur Einordnung der übrigen Kaufkraft zur damaligen Zeit, siehe Artikel: Mark (1871). Eine Mark würde der heutigen Kaufkraft von 8,43 Euro entsprechen.

## Liste der Ausgaben und Motive
Legende
- Bild: Eine bearbeitete Abbildung der genannten Marke. Das Verhältnis der Größe der Briefmarken zueinander ist in diesem Artikel annähernd maßstabsgerecht dargestellt. Sollten keine Marken abgebildet sein, liegt es daran, dass das Urheberrecht des Künstlers noch nicht erloschen ist.
- Beschreibung: Eine Kurzbeschreibung des Motivs und/oder des Ausgabegrundes. Bei ausgegebenen Serien oder Blocks werden die zusammengehörigen Beschreibungen mit einer Markierung versehen eingerückt.
- Wert: Der Frankaturwert der einzelnen Marke in Pfennig. Ein „+“ bedeutet, dass es sich um eine Zuschlagsmarke handelt (= Frankaturwert + Spende).
- Ausgabedatum: Das Datum des erstmaligen Verkaufs dieser Briefmarke.
- Gültig bis: Das Datum, an dem die Gültigkeit endete.
- Auflage: Soweit bekannt, wird hier die zum Verkauf angebotene Anzahl dieser Ausgabe angegeben.
- Entwurf: Soweit bekannt, wird hier angegeben, von wem der Entwurf dieser Marke stammt.
- Mi.-Nr.: Diese Briefmarke wird im Michel-Katalog unter der entsprechenden Nummer gelistet.

| Dauermarken |                                                            |                  |                       |                 |         |           |       |
| Bild        | Beschreibung                                               | Werte in Pfennig | Ausgabe- datum (1889) | gültig bis      | Auflage | Entwurf   | MiNr. |
|             | Dauermarkenserie: Krone/Adler - Ziffer im Oval unter Krone | 3                | 1. Oktober            | 31. Januar 1902 |         | Schilling | 45    |
|             | - Ziffer im Oval unter Krone                               | 5                | 1. Oktober            | 31. Januar 1902 |         | Schilling | 46    |
|             | - Reichsadler im Kreis                                     | 10               | 1. Oktober            | 31. Januar 1902 |         | Schilling | 47    |
|             | - Reichsadler im Kreis                                     | 20               | 1. Oktober            | 31. Januar 1902 |         | Schilling | 48    |
|             | - Reichsadler im Kreis                                     | 25               | 1. Oktober            | 31. Januar 1902 |         | Schilling | 49    |
|             | - Reichsadler im Kreis                                     | 50               | 1. Oktober            | 31. Januar 1902 |         | Schilling | 50    |

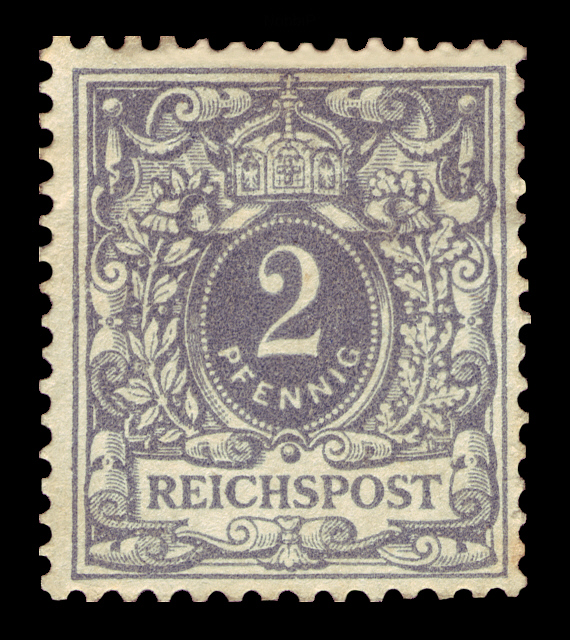
MiNr. 52

Ein weiterer Wert dieser Serie mit dem Wert von 2 Pfennig wurde am 29. März 1900 herausgegeben, nachdem bereits die ersten Ausgaben der neuen Dauermarkenserie Germania ausgegeben waren.